# Улица Руставели (Санкт-Петербург)
Улица Руставе́ли — крупная магистраль на севере Санкт-Петербурга в Калининском районе, проходящая от Пискарёвского до Суздальского проспекта, продолжаясь оным. Вторая по протяжённости улица, полностью расположенная в Калининском районе, после Гражданского проспекта.

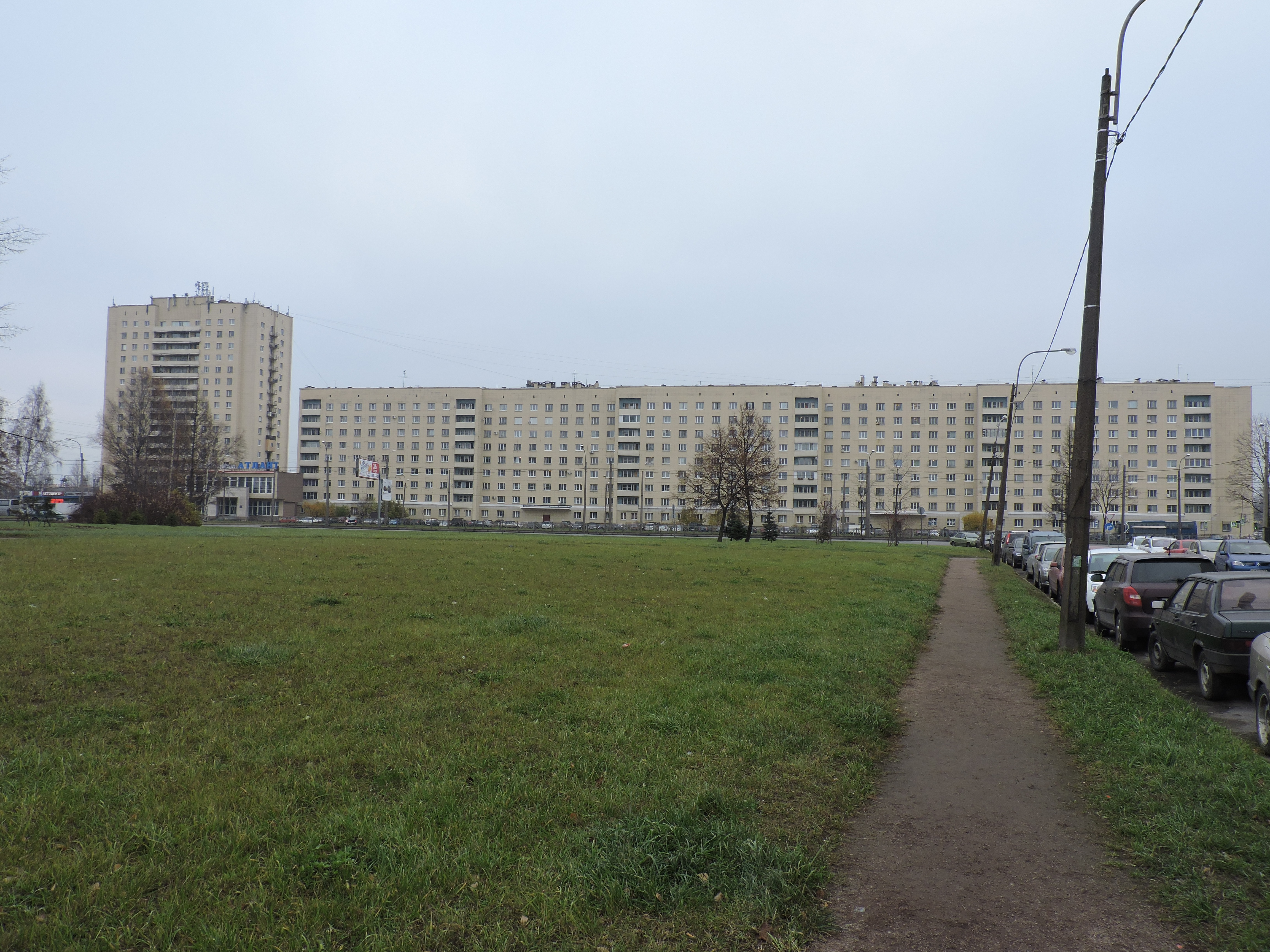
Дом 37 по улице Руставели — единственный жилой дом на нечётной стороне

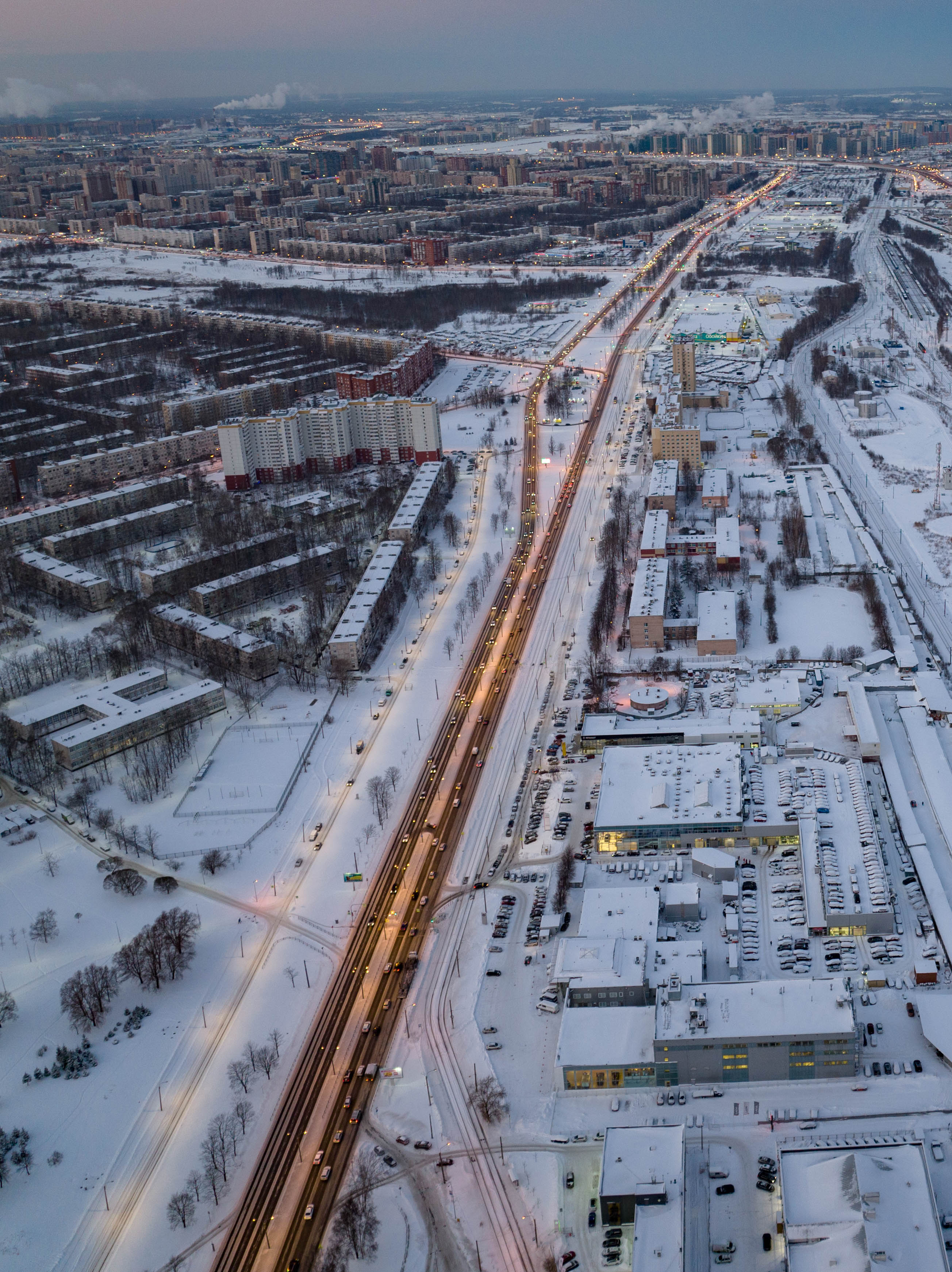
Общий вид улицы

## История
Улица Руставели получила название 24 октября 1966 года в честь Шота Руставели, когда отмечалось 800-летие со дня рождения великого грузинского поэта и мыслителя. Тогда эта дорога была только что проложенной. Позднее магистраль продлили дальше на север.
В 2011—2012 годах небольшой участок от Токсовской улицы до Гражданского проспекта был расширен с двух до пяти полос, чтобы согласовать ширину улицы Руставели с продолжающим её Суздальским проспектом, реконструированным годом ранее.
14 декабря 2016 года на пересечении бокового проезда улицы Руставели и проспекта Просвещения у дома № 56 был открыт памятник Шота Руставели.

## Достопримечательности
- Совмещённый трамвайно-троллейбусный парк (адрес — Гражданский пр., 131)
- Дом 37 — бывшее общежитие, ранее принадлежащее Ленинградскому Металлическому заводу — единственный жилой дом на нечётной стороне.
- Дом 45 — Гражданский рынок
- Сквер Чингиза Айтматова (на углу с улицей Карпинского)
- Памятник Шота Руставели (на углу с проспектом Просвещения)

## Транспорт
Автобусные маршруты: 61, 78, 102, 121, 132, 133, 136, 153, 176, 177, 183, 193, 199, 206, 237, 240, 249, 272, 293 (большинство маршрутов проходят на небольшом участке от Пискарёвского проспекта до проспекта Науки). Недалеко от пересечения с проспектом Науки располагается автобусная станция «Ручьи», являющаяся конечной большого числа маршрутов. Там же находятся конечные остановки нескольких маршрутов трамваев и троллейбусов.
На всей улице, от Пискарёвского до Суздальского проспекта, организовано трамвайное движение:
- по маршрутам № 9 и № 38 — от Пискаревского проспекта до железнодорожной станции «Ручьи»;
- по маршруту № 51 — от Пискаревского проспекта до проспекта Просвещения;
- по маршруту № 57 — от железнодорожной станции «Ручьи» до проспекта Луначарского;
- по маршруту № 100 — от железнодорожной станции «Ручьи» до проспекта Просвещения;
- от проспекта Просвещения до Суздальского проспекта — парковые рейсы.

На участке от Пискарёвского проспекта до железнодорожной станции «Ручьи» проложена троллейбусная линия, которой пользуются троллейбусы маршрутов № 8, 16, 18 и 38.

## Пересекает следующие улицы и проспекты
С юга на север:
- Пискарёвский проспект
- улица Верности (непосредственного выезда на улицу нет: улица пересекается с проходящим параллельно проездом-дублёром («карманом»))
- проспект Науки
- улица Карпинского
- Северный проспект
- проспект Луначарского
- Лужская улица
- Киришская улица
- проспект Просвещения
- Старо-Токсовский тупик
- Токсовская улица
- Гражданский проспект